# 日本都道府縣民歌列表
都道府县民歌，亦稱都道府县歌，是由日本各都道府县自行制定，在各自区域内传唱的歌曲。

## 简介
在日本，几乎所有的都道府县都有自己的歌。有些縣的县民對於这些歌，知道的并不清楚。而长野县的《信浓之国》却被称作是“县民一定会唱的歌”，由此可见其拥有压倒性的认知度。
有些地区还没有正式确立县民歌，比如大阪府与兵库县暂定的《阪神虎歌》、福冈县暂定的《伊扎聿科若鹰军团》等歌曲都是当地的体育代表团应援歌曲，这些歌曲被称为即将成为县民歌的“準县民歌”。

## 各都道府县民歌介绍

### 北海道地方

#### 北海道《北海道民歌》
《北海道民歌》于1969年5月27日制定发表。通常演奏的是进行曲《溢光》。北海道百年纪念时，根据公开投票的结果，选定了三首歌曲作为县民歌：进行曲《溢光》、家庭歌曲《逝去的时光》、音头《北海谣》。它们都是由专门的作曲家作曲、道民自己填词的。

### 東北地方

#### 青森县《青森县賛歌》《青色森林的讯息》
《青森县賛歌》于1971年9月23日制定，时任的知事竹内俊吉主動。永沢与助作詞，佐藤八郎補作，田中利光作曲 （页面存档备份，存于）。它的設立是為了青森县成立百週年紀念，但它是良好的狀態下，現在已經過時了。
2000年时任的知事木村守男发案，以募集有关青森县歌的想法，最终于当年4月25日确定《青色森林的讯息》为县民歌。《青色森林的讯息》由山内美空作词，伊藤晃辅作，铃木三郎作曲，齐藤猫编曲，服部克久制作，NON演唱。

#### 岩手县《岩手县民歌》
《岩手县民歌》于1964年确立，由田原耕二作词，岩手县民歌审查委员会辅作，中田喜直作曲、编曲 （页面存档备份，存于） （页面存档备份，存于）。歌词主要歌颂了岩手县的环境与文化。

#### 宫城县《辉耀故土》《宫城县民歌》
《辉耀故土》于1946年作成，遠山徳男作詞，福井文彦作曲；《宫城县民歌》于1938年作成，高松茂夫作詞，東京音楽学校作曲。

#### 秋田县《秋田县民歌》《县民之歌》
《秋田县民歌》于1930年作成，倉田政嗣作詞，成田為三作曲，四反田素幸編曲；《縣民之歌》于1959年作成，大久保笑子作詞，菅原良昭作曲，四反田素幸編曲。到目前为止，《秋田县民歌》著作权保护时间已经期满，进入公共财产范围内。

#### 山形县《最上川》《运动县民歌》
《最上川 》是昭和天皇在大正14年在山形县游览是描绘“最上川”的样子时写下的诗，在翌年的“歌会始”上发表。昭和五年，在得到政府许可的条件下，东京音乐学校（现东京艺术大学）的岛崎赤太郎教授为它作了曲。这之后，于1982年3月1日，确立《最上川》为山形县民歌
：《運動縣民歌》為1948年於山形縣舉辦日本陸上競技選手權大會時制定，西條八十作詞，古關裕而作詞；因著作權未滿，不能擅自使用。

#### 福岛县《福岛县 县民歌》
《福岛县 县民歌》于1967年2月11日定为县民歌，原歌曲由立川澄人演唱。该歌曲主要表现了福岛县积极向上的态度与精神。歌词共三段，运用排比手法，怀古、寄希。其中“啊！福岛县！”作为每一段的结尾，一共重复了三次，其激情之澎湃足以见得福岛县之精神所在。

### 關東地方

#### 茨城县《茨城县民歌》
《茨城县民歌》于1963年3月16日由茨城县政府与茨城县教育委员会定为县民歌，川上宏昭作词，町田旭作曲，平井康三郎辅作、编曲。其词、曲分别从447件和101件作品中脱颖而出。当时的评论称之为“乡土自然与光辉历史的赞歌、远大理想与发展速度的颂诗”。政府方面称，发表之后，该歌曲得到了县民的一致认可。

#### 栃木县《县民歌》
《县民歌》于1952年12月25日定为县民歌，由岡きよし作詞，川島博作曲，內容充滿對鄉土的喜愛。

#### 群马县《群马县民歌》
《群马县民歌》于1963年10月25日定为第三代县民歌，高草木昭允作词，服部良一作曲、编曲。当初是为了纪念明治维新百年而作。被称作是体现出了“群马的自然与历史、进步与未来”。政府方面称，该歌曲得到了县民的一致欢迎。

#### 埼玉县《埼玉县歌》
《埼玉县歌》于1965年9月21日定为县民歌，岸上のぶを作词，神保光太郎作曲，明本京静编曲。政府方面称，该歌曲得到了县民的喜爱与欢迎。该歌曲曾于“彩色之国”与全日本第四届残障人士运动会上播放。

#### 千叶县《千叶县民歌》
《千叶县民歌》于1954年12月定为县民歌，铃木弥太郎作词，长谷川良夫作曲。它是正在慢慢成长起来的千叶县之象征，也是县民对千叶县不断成长的祈愿。另外，当初竞选的作品一共有535件。

#### 东京都《东京都歌》
《东京都歌》于1947年4月19日定为县民歌，原田重久、深尾须磨子作词，加须屋博作曲。

#### 神奈川县《新的光芒》
《新的光芒》于1950年4月10日定为县民歌，村濑辉光、胜承夫作词，饭田信夫作曲。

### 中部地方

#### 新潟县《新潟县民歌》
《新潟县民歌》于1948年3月28日定为县民歌，高下玉卫作词，明本京静作曲。制定之初，得到了广泛好评。之后，渐渐退出了人们的生活而被淡忘。

#### 富山县《富山县民歌》
《富山县民歌》于1958年定为县民歌，辻本俊夫作词，牧野良二作曲。其歌词流露出作为农业大县的自豪感与幸福感。

#### 石川县《石川县民歌》
《石川县民歌》于1959年11月3日定为县民歌，由梅木宗一作词，窪田新一作曲。共分三段，描述了石川县的自然景色与人文特色。

#### 福井县《福井县民歌》
《福井县民歌》于1954年5月1日定为县民歌，由三好達治作詞，諸井三郎作曲，歌曲莊嚴，描寫福井縣發展復興與鄉土之情。

#### 山梨县《山梨县之歌》
作为县政施行60周年的一项纪念活动，也是对与战争的重新认识，县政府意识到要建立一个平和幸福的山梨县，决定作县民歌。1950年8月12日，民歌确立为《山梨县之歌》。矢沢千里作词，冈本敏明作曲。标准速度108拍/分，分三段，通常只唱第一段。

#### 长野县《信浓之国》
《信浓之国》是由长野县师范学校教师浅井洌于1899年（明治32年）作词，翌年由同校的教师北村季晴作曲的。该曲目最先在信浓教育会（今公益社团法人信浓教育会）中流传开来。当时，教育受到甲午战争（日清战争）的影响，产业示范学校大部分教育的内容都与战争有关。在其余少之又少的内容中，譬如“地理历史歌”，而《信浓之国》正是这6首“地理历史歌”之一。1900年（明治33年）10月，师范学校举行了运动会，在这届运动会的女子竞赛上，《信浓之国》第一次被公开发表。随后，《信浓之国》这首曲子被师范学校的毕业生、校友、教员等传播到县内各个地区。经过子子孙孙的传承，《信浓之国》得以保留。
昭和41年，在县章决定的同时，《信浓之国》于1950年（昭和43年）5月20日，因为极高的投票率被选作是长野县县歌。从此，这首歌被誉为“真正属于长野县人民的歌曲”。这首县歌，从地理到历史，从文化到民生，饱满激情。到目前为止，《信浓之国》著作权保护时间已经期满，进入公共财产范围内。

#### 岐阜县《岐阜县民歌》
《岐阜县民歌》于1954年9月進行全國歌詞募集，於1955年4月1日從1,447件作品中被选为县民歌，由永繩半助作詞，服部正作曲，歌曲內容以岐阜县的自然與文化為主題。

#### 静冈县《掀开早晨的帘幕》《富士山•梦想•友谊》
《静岡県歌(掀开造成的帘幕)》于1968年（昭和43年）8月14日制定，羽切喜三作词，中田喜直作曲。《富士山•梦想•友谊》则是于1990年（平成2年）1月25日制定的赞歌，抒发了县民对于静冈县的喜爱。它们都是是作为县民凝聚力的体现
。

#### 爱知县《我们与爱知》
《我们与爱知》于1950年（昭和25年）第五届（日本）国民体育大会在爱知县举行之时，通过公开招募，制定了这一歌曲为大会主题曲，即后来的爱知县民歌。由若叶清成作词，西条八十辅作词，古关裕而作曲。

### 近畿地方

#### 三重县《三重县民歌》
《三重县民歌》于1964年4月20日定为县民歌，由辻橋清子作词，飯田信夫作曲。共分三段，描述了三重县的自然景色与建设力量。

#### 滋贺县《滋贺县民歌》
《滋贺县民歌》于1954年定为县民歌，由蓼澤獵原作，西條八十補作，古關裕而作曲，歌曲表現出戰後復興的發展與夢想。

#### 京都府《京都府之歌》
《京都府之歌》于1984年3月22日定为县民歌，由田中秀果作词、團伊玖磨作曲。

#### 大阪府（无）
目前尚無制定。有些人在1997年作為一個運動的歌是《浪速之歌》。

#### 兵库县《兵库县民歌》《我的故乡兵库》
《兵库县民歌》1947年定为县民歌，由野口猛作詞，信時潔作曲。然而，该县已否认的事实，这是制定县歌在这首歌中，过去存在，以及目前的居民。
《我的故乡兵库》於1980年，住在兵库县的后藤悦治郎向县独立UHF局•圣电视广播的自治体广报节目“梦想情报周刊”捐赠了自己所写的的主题歌。
兵库县实际上没有县歌，而2006年召开的第61届国民体育大会上用了这首曲子作为顶替的县民歌。而之后，这首歌被政府承认为县民歌，并在政府网站上介绍这一歌曲为“县歌”。

#### 奈良县《奈良县民歌》
《奈良县民歌》于1968年3月1日定为县民歌，由萩原四朗作詞，福島正二作曲；另同時制定一首《奈良縣音頭》，由木村龍平作詞，長津義司作曲。

#### 和歌山县《和歌山县民歌》
《和歌山县民歌》于1948年定为县民歌，由西川好次郎作词、山田耕筰作曲。

### 中國地方

#### 鸟取县《腾起的力量》
《腾起的力量》于1968年10月23日定为县民歌，由鳥取縣縣民歌委員會作詞，團伊玖磨作曲。

#### 岛根县《淡紫的山脉》
《淡紫的山脉》是1951年（昭和26年），为纪念旧金山和约的签订而被制定的，由米山治作詞，古關裕而作曲。歌词是公募的结果，当时，全县90万人团结一致，为了“新的岛根”的建立注入无尽的勇气，直到今天，这样的精神依然被继承着。

#### 冈山县《冈山县之歌》
《冈山县之歌》于1960年定为县民歌，由石井梅香作曲，水野康孝作曲；另有岡山縣民之歌《每個人心中》，為1982年岡山縣鄉土文化財團法人全目募集中所選，由山本惠三子作詞，小林亞星作曲。

#### 广岛县（无）
目前尚無制定。有些人在1994年作為一個運動的歌是《彩虹闪耀》。

#### 山口县《山口县民歌》
第二代《山口县民歌》于1962年為慶祝縣政實施九十年而制定，由佐藤春夫作詞，信時潔作曲，歌曲內容表現出山口縣歷史的莊重感，以及鄉土躍進的希望。

### 四國地方

#### 德岛县《德岛县民歌》
第二代《德岛县民歌》于1971年7月定为县民歌，由富士正晴作词、三木稔作曲，由於曲風輕快，受到縣民喜愛。

#### 香川县《香川县民歌》
《香川县民歌》于1954年11月18日定为县民歌，由小川楠一作词、田口宽作曲。抒发了“县民的自豪、勤劳、淳朴与对乡土的热爱”。

#### 爱媛县《爱媛之歌》
《爱媛之歌》于1973年2月20日定为县民歌，由岩本义孝作词、中田喜直作曲。爱媛的荣耀与无尽的发展蕴含在县歌自重，使县民感受到自己家乡的美好与作为爱媛人的自豪。

#### 高知县《高知县民歌》
《高知县民歌》于1953年9月6日定为县民歌，由西村贞夫作词，浜田正形作曲。政府方面声称“在县民中传播甚广”。

### 九州地方

#### 福冈县《希望的光芒》
《希望的光芒》于1970年10月17日定为县民歌，由中畑海次、丸山丰作词，中村八大作曲。充满了凝聚力与战斗力。另同時制定了福岡縣民音頭，由山縣壽命一、持田勝穂作詞，安藤實親作曲。

#### 佐贺县《佐贺县民歌》
第二代《佐贺县民歌》于1974年12月11日定为县民歌，由明石省八作词，團伊玖磨作曲。显示出佐贺县自然的丰饶与美好，实力的飞跃与迈进，以及未来的自信与荣耀。

#### 长崎县《南风》
《南风》于1961年6月1日定为县民歌，由山口健作曲、船村徹编曲。最先是由若山彰演唱的。政府方面声称“在县民中广受喜爱”。之后，这首曲子被改编成各种类型的乐曲，并得到了一定的传播。

#### 熊本县《熊本县民歌》《火国旅情》
《熊本县民歌》于1959年11月5日制定，坂井秀雄作詞，出田憲二作曲；原縣民歌為1943年制定的《菊池盡忠之歌》，但歌詞表達盡忠報國之意，於戰後被禁止演奏。
此外，《火国旅情》则是于1984年制定的，岩代浩一作詞，中澤昭二作曲。

#### 大分县（无）
目前尚無制定。有些人在1950年作為一個運動的歌是《大分县民体育歌》。
《大分县进行曲》于1935年豊州新報（大分合同新聞的前身）撰定，庄武憲太郎作詞，江口夜詩作曲。被广为传唱，在私营部门，这是这首歌的居民几乎。

#### 宫崎县《宫崎县民歌》
第二代《宫崎县民歌》于1954年6月30日為慶祝置縣八十周年（1953年）向全國募集而制定，由酒井祐春作詞，飯田信夫作曲。

#### 鹿儿岛县《鹿儿岛县民歌》
《鹿儿岛县民歌》（日語：鹿児島県民の歌）于1948年12月16日制定，由坂口利雄作詞，山田耕筰作曲，分三段不同詞同曲。

#### 冲绳县《冲绳县民歌》
《冲绳县民歌》于1972年5月15日制定，宮里靜湖作詞，城間繁作曲。

## 旧領地
- 主條目：日本舊外地自治體歌

### 桦太《桦太岛歌》
《桦太岛歌》于1938年旧桦太（库页岛）的桦太厅制定，本間一咲作詞，山田耕筰作曲。

### 臺灣
《台湾の歌》，由内田隆作詞，後為因應皇民化運動，於1938年（昭和13年）10月，由台湾總督府国民精神總動員本部選定制定改為《台湾行進曲》。

#### 台北州
《台北州歌》，1939年（昭和14年）制定由一条慎三郎作曲。

#### 台中州
《台中州歌》，由長野洋子作詞，福里政男作曲。

#### 台南州
《台南州歌》，1938年（昭和13年）制定。

#### 高雄州
《高雄州興亜行進曲》，1939年（昭和14年）制定，由八木光政作詞，富田嘉明作曲。

## 外部連結
- 全国の県民歌
- 都道府県のシンボル・花木鳥・県民歌